# Jezero (Bihać)
Jezero es un pueblo ubicado en el municipio de Bihać, en el cantón de Una-Sana, Bosnia y Herzegovina.

## Superficie
Posee una superficie de 20,29 kilómetros cuadrados.

## Demografía
Hasta 2013 la población era de 436 habitantes, con una densidad de población de 21,5 habitantes por kilómetro cuadrado.